# The Little Red Lighthouse and the Great Gray Bridge
The Little Red Lighthouse and the Great Gray Bridge ist ein Bilderbuch der US-amerikanischen Autorin Hildgarde H. Swift, das 1942 beim Verlag Harcourt Brace mit Illustrationen des Künstlers Lynd Ward veröffentlicht wurde.

## Inhalt
Der kleine rote Leuchtturm am Ufer des Hudson Rivers in New York City ist mächtig stolz auf seine Aufgabe: Er leuchtet in der Nacht und läutet bei Nebel eine Glocke, damit die Schiffe aus aller Herren Länder sicher auf dem Fluss unterwegs sind. Doch eines Tages wird genau über ihm eine riesige Stahlbrücke gebaut, die in der Nacht ebenfalls leuchtet. Der kleine rote Leuchtturm fühlt sich überflüssig und befürchtet, abgerissen zu werden, weil dem Leuchtturmwärter ausgerechnet an diesem Tag von ein paar Lausbuben die Schlüssel gestohlen werden und er daher ausbleibt. Doch die Brücke, die den Leuchtturm als kleinen Bruder anspricht, beruhigt ihn, indem sie ihm mitteilt, dass sie für die Flugzeuge und Luftschiffe leuchte, der Leuchtturm aber weiterhin für die Schiffe zuständig sei. Schließlich trifft der Leuchtturmwärter ein und der erleichterte kleine Leuchtturm erstrahlt sichtlich stolz wie eh und je.

## Rezeption
Kaylee Davis schreibt in ihrer Rezension: „Durch das faszinierende Zusammenspiel von phantasievoller Geschichte und brillanten Bildern gelingt es Autorin und Illustrator, Kindern eine zeitlose Lektion zu erteilen. Alle Dinge, egal ob groß oder klein, haben ihren Platz und ihre Berechtigung in der Welt. Diese Botschaft kann man Kindern gar nicht oft genug vermitteln, denn auch sie fühlen sich manchmal klein und unbedeutend.“ Die New York Times schrieb über das Buch: „Die großartigen Zeichnungen von Lynn Ward haben einen feinen Schwung und eine große Kraft; gleichzeitig sind sie mit einem echten Verständnis für die Kindheit gezeichnet.“ Der New York Herald Tribune befand über die Geschichte: „Die Bilder sind gerade menschlich genug ... um den humanen Geist der Geschichte zu erhalten und zu ihrer Botschaft zu führen: ‚Jeder an seinen Platz, kleiner Bruder.‘“

## Besonderheiten
Den kleinen roten Leuchtturm am Fuße der George-Washington-Brücke in New York City gibt es tatsächlich. Er diente einst den Schiffen auf dem Hudson River als Navigationshilfe, mittlerweile ist er allerdings nicht mehr in Betrieb. Als Ward 1942 vor Ort die Bilder für den Leuchtturm und die George-Washington-Brücke skizzierte, hielt seine Gattin mit dem Vertrag des Herausgebers Wache für den Fall, dass die Armee auf seine Tätigkeit aufmerksam werden sollte: 1941 war nämlich Pearl Harbor bombardiert worden und Militärpolizisten bewachten seither wichtige Bauten.

## Referenzen
The Little Red Lighthouse and the Great Gray Bridge ist in dem literarischen Nachschlagewerk 1001 Kinder- und Jugendbücher – Lies uns, bevor Du erwachsen bist! für die Altersstufe 3+ Jahre enthalten.

## Ausgaben
- The Little Red Lighthouse and the Great Gray Bridge. Harcourt Brace, USA 1942 (englisch).